# Intuicionismo
En filosofía de las matemáticas, el intuicionismo o neointuicionismo (contrario a preintuicionismo) es una aproximación a las matemáticas que considera todo objeto matemático como producto de la mente humana. Así por ejemplo, los números, como los personajes de los cuentos de hadas, no son más que entidades mentales, que no existiría si las mentes humanas no pensaran en ellos.
Como consecuencia de esta concepción, la existencia de un objeto es equivalente a la posibilidad de su construcción. La existencia de un objeto debe ser demostrada en lugar de deducirse de una demostración de la imposibilidad de su no-existencia. Luego, la prueba conocida por reducción al absurdo se vería con sospecha. Esto contrasta con el enfoque clásico, que formula que la existencia de un objeto se puede demostrar refutando su falsedad. Para los intuicionistas esto no es válido; la refutación de la falsedad de un objeto matemático no significa que es posible hallar una prueba constructiva de su existencia. Por consiguiente, el intuicionismo es una variedad del constructivismo matemático, aunque no son el mismo concepto.
Para el intuicionismo la validez de un enunciado matemático es equivalente a haber sido probado, pues ¿qué otro criterio (diría un intuicionista) puede ser válido si los objetos son meras construcciones mentales? Esto significa que un enunciado matemático no tiene el mismo significado para un intuicionista que para un matemático clásico.
Por ejemplo, en lógica intuicionista, decir A o B significa que A o B pueden ser probados. En particular la Ley de Tercero Excluido o Principio de Bivalencia, A o A negada, no es válida por el hecho de que no se puede probar la declaración A o su negación.
El intuicionismo también rechaza la abstracción del infinito; no considera asignarle a algún conjunto dado entidades infinitas, como el campo de los números naturales, o a una secuencia arbitraria de números racionales.
Esto requiere la reconstrucción de los fundamentos de la teoría de conjuntos y el cálculo como la teoría constructivista de conjuntos y el análisis constructivo, respectivamente.
Algunas teorías modernas de la filosofía de las matemáticas niegan la existencia de fundamentos en el sentido original. Algunas teorías tienden a centrarse en la práctica de las matemáticas, y tienen como objetivo describir y analizar el funcionamiento real de los matemáticos como grupo social. Otras tratan de crear una ciencia cognitiva de las matemáticas, se centran en la cognición humana como el origen de la fiabilidad de las matemáticas cuando se aplica al mundo real. Estas teorías propondrían encontrar fundamentos sólo en el pensamiento humano, y no en cualquier construcción externa objetiva. La cuestión sigue siendo controvertida

## Intuicionistas notables
- Luitzen Egbertus Jan Brouwer
- Arend Heyting
- Stephen Cole Kleene
- Michael Dummett

- Datos: Q10879018